# خورشیدگرفتگی ۲۱ آوریل ۲۰۸۸
خورشیدگرفتگی ۲۱ آوریل ۲۰۸۸ (به انگلیسی: Solar eclipse of April 21, 2088) یک خورشیدگرفتگی از نوع خورشیدگرفتگی کامل است. این خورشیدگرفتگی در تاریخ ۲۱ آوریل ۲۰۸۸ میلادی (‎۲ اردیبهشت ۱۴۶۷ خورشیدی) روی خواهد داد که زمان اوج آن، ساعت ۱۰:۳۱:۴۹ به‌وقت ساعت هماهنگ جهانی است. مدت زمان و طول این خورشیدگرفتگی ۳ دقیقه و ۵۸ ثانیه خواهد بود.